# Elasmus
Elasmus is een geslacht van vliesvleugeligen uit de familie Eulophidae. De wetenschappelijke naam van dit geslacht is voor het eerst geldig gepubliceerd in 1833 door Westwood.

## Soorten
Het geslacht Elasmus omvat de volgende soorten:
- Elasmus acuminatus Girault, 1915
- Elasmus africanus Ferrière, 1929
- Elasmus alami Verma & Hayat, 2002
- Elasmus alaris Narendran, 2008
- Elasmus albicoxa Howard, 1885
- Elasmus albizziae Burks, 1965
- Elasmus albopictus Crawford, 1910
- Elasmus altaicus Yefremova & Strakhova, 2010
- Elasmus anamalaianus Mani & Saraswat, 1972
- Elasmus angeliconini Girault, 1940
- Elasmus anius Walker, 1846
- Elasmus anthocleistae Risbec, 1952
- Elasmus anticles Walker, 1846
- Elasmus apanteli Gahan, 1913
- Elasmus apus Girault, 1920
- Elasmus aquila Girault, 1912
- Elasmus arachidis Risbec, 1951
- Elasmus arcuatus Ferrière, 1947
- Elasmus arumburinga Girault, 1920
- Elasmus ashmeadi Crawford, 1915
- Elasmus aspidiscae Girault, 1917
- Elasmus atamiensis Ashmead, 1904
- Elasmus atratus Howard, 1897
- Elasmus auratiscutellum Girault, 1915
- Elasmus australiensis Girault, 1912
- Elasmus bathyskius Narendran, 2008
- Elasmus bellicaput Girault, 1923
- Elasmus bellus Masi, 1917
- Elasmus belokobylskij Yefremova & Strakhova, 2009
- Elasmus bicolor (Fonscolombe, 1840)
- Elasmus binocellatus Mani & Saraswat, 1972
- Elasmus biroi Erdös, 1964
- Elasmus bistrigatus Graham, 1995
- Elasmus borrowi Girault, 1917
- Elasmus brasiliensis Ashmead, 1904
- Elasmus brevicornis Gahan, 1922
- Elasmus broomensis Naumann & Sands, 1984
- Elasmus cairnsensis Girault, 1913
- Elasmus caligneus Narendran, 2008
- Elasmus cameroni Verma & Hayat, 1986
- Elasmus camerounensis Risbec, 1955
- Elasmus capensis Heqvist, 1960
- Elasmus cavicolous Verma & Hayat, 2002
- Elasmus cellulatus Howard, 1897
- Elasmus centaurus Girault, 1920
- Elasmus cervus Girault, 1940
- Elasmus ceylonicus Ferrière, 1929
- Elasmus chapadae Ashmead, 1904
- Elasmus ciopkaloi Novicky, 1929
- Elasmus circulus Hedqvist, 2004
- Elasmus claripennis (Cameron, 1913)
- Elasmus cnaphalocrocis Liao, 1987
- Elasmus colemani Mahdihassan, 1934
- Elasmus concinnus Riek, 1967
- Elasmus consummatus Girault, 1915
- Elasmus corbetti Ferrière, 1930
- Elasmus cyaneicoxa Girault, 1912
- Elasmus cyaneilla Girault, 1913
- Elasmus cyaneus Girault, 1912
- Elasmus cyanomontanus Mani & Saraswat, 1972
- Elasmus cygnus Girault, 1920
- Elasmus cyprianus Ferrière, 1947
- Elasmus dalhousieanus Mani & Saraswat, 1972
- Elasmus deccanus Mani & Saraswat, 1972
- Elasmus dexotus Narendran, 2008
- Elasmus divinus Girault, 1913
- Elasmus doddi Girault, 1913
- Elasmus dorsalis Khokhar, Ahmed & Qadri, 1971
- Elasmus dubiatus Narendran, 2008
- Elasmus dumasi Girault, 1920
- Elasmus ekaterinae Yefremova & Strakhova, 2010
- Elasmus elegans Crawford, 1915
- Elasmus emeljanovae Yefremova & Strakhova, 2010
- Elasmus ero Girault, 1920
- Elasmus eximius Masi, 1917
- Elasmus fasciatipes Girault, 1915
- Elasmus ferrieri Heqvist, 1960
- Elasmus fictus Girault, 1915
- Elasmus firdonsini Girault, 1922
- Elasmus flabellatus (Fonscolombe, 1832)
- Elasmus flavescens Verma & Hayat, 2002
- Elasmus flaviceps Ferrière, 1931
- Elasmus flavinotus Girault, 1915
- Elasmus flavipostscutellum Girault, 1912
- Elasmus flavipropleurum Girault, 1940
- Elasmus flaviventris Howard, 1894
- Elasmus flavocorpus Husain & Kudeshia, 1984
- Elasmus flavoscutellatus Howard, 1897
- Elasmus flavus Howard, 1894
- Elasmus floridensis Girault, 1916
- Elasmus formosus Girault, 1912
- Elasmus froudei Girault, 1922
- Elasmus fulviceps Graham, 1995
- Elasmus fulvicornis Verma & Hayat, 2002
- Elasmus funereus Riek, 1967
- Elasmus genalis Graham, 1995
- Elasmus giraulti Yefremova & Strakhova, 2009
- Elasmus grimmi Girault, 1920
- Elasmus hakonensis Ashmead, 1904
- Elasmus hanoicus Yefremova & Strakhova, 2009
- Elasmus helvus Howard, 1894
- Elasmus hispidarum Ferrière, 1933
- Elasmus homonae Ferrière, 1929
- Elasmus homonaeoides Heqvist, 1960
- Elasmus hutsoni Ferrière, 1929
- Elasmus hyblaeae Ferrière, 1929
- Elasmus ignorabilis Girault, 1913
- Elasmus impudens Girault, 1912
- Elasmus indicoides Mani & Saraswat, 1972
- Elasmus indicus Rohwer, 1921
- Elasmus inkaka Girault, 1920
- Elasmus insolitidens Girault, 1930
- Elasmus insularis Girault, 1912
- Elasmus issikii Yasumatsu & Kuranaga, 1961
- Elasmus japonicus Ashmead, 1904
- Elasmus jocosus Girault, 1940
- Elasmus johnstoni Ferrière, 1929
- Elasmus khandalus Mani & Saraswat, 1972
- Elasmus kodaianus Mani & Saraswat, 1972
- Elasmus kollimalaianus Mani & Saraswat, 1972
- Elasmus krishnagiriensis Mani & Saraswat, 1972
- Elasmus kurandaensis Girault, 1913
- Elasmus lamborni Ferrière, 1929
- Elasmus languidus De Santis, 1964
- Elasmus leucopterae Ferrière, 1931
- Elasmus levifrons Howard, 1894
- Elasmus lividus Girault, 1913
- Elasmus longiclava Graham, 1995
- Elasmus longicornis Verma & Hayat, 2002
- Elasmus longifasciativentris Girault, 1922
- Elasmus longifustis Yefremova & Strakhova, 2009
- Elasmus longiscapus Husain & Kudeshia, 1989
- Elasmus longiventris Verma & Hayat, 2002
- Elasmus lutens Crawford, 1915
- Elasmus maculatipennis Girault, 1913
- Elasmus maculatus Howard, 1894
- Elasmus maculosus Delucchi, 1962
- Elasmus madagascariensis Risbec, 1960
- Elasmus maderae Graham, 1976
- Elasmus mahabalii Mani & Saraswat, 1972
- Elasmus mandibularis Girault, 1913
- Elasmus margipostscutellum Girault, 1915
- Elasmus margiscutellum Girault, 1915
- Elasmus maritimus Yefremova & Strakhova, 2010
- Elasmus marylandicus Girault, 1915
- Elasmus masii Ferrière, 1929
- Elasmus maurus Graham, 1995
- Elasmus meteori Ashmead, 1898
- Elasmus mexicanus Girault, 1915
- Elasmus minnehaha Girault, 1913
- Elasmus minor Girault, 1912
- Elasmus missouriensis Girault, 1917
- Elasmus mordax Girault, 1917
- Elasmus munnarus Mani & Saraswat, 1972
- Elasmus muscoides Girault, 1915
- Elasmus nagombiensis Hedqvist, 2004
- Elasmus narendrani Hedqvist, 2004
- Elasmus nativus Girault, 1940
- Elasmus neoflavescens Narendran, 2008
- Elasmus neoflavocorpus Narendran & Hema, 2008
- Elasmus neofunereus Riek, 1967
- Elasmus neopunctulatus Narendran, 2008
- Elasmus nephantidis Rohwer, 1921
- Elasmus nigripes Howard, 1885
- Elasmus nigriscutellum Girault, 1912
- Elasmus nigritus Verma & Hayat, 2002
- Elasmus nikolskayae Myartseva & Dzhanokmen, 1989
- Elasmus nowickii Ferrière, 1947
- Elasmus noyesi Verma & Hayat, 2002
- Elasmus nudus (Nees, 1834)
- Elasmus nuperus Narendran, 2008
- Elasmus obscurus Förster, 1861
- Elasmus oceanicus Yasumatsu, 1942
- Elasmus orientalis Khokhar, Ahmed & Qadri, 1971
- Elasmus pauliani Risbec, 1952
- Elasmus pavo Girault, 1920
- Elasmus peraffinis Ashmead, 1904
- Elasmus phaeoscius (Riek, 1967)
- Elasmus philippinensis Ashmead, 1904
- Elasmus phthorimaeae Ferrière, 1947
- Elasmus phyllocnistoides Dies, Torrens & Fidalgo, 2006
- Elasmus picturatus Girault, 1915
- Elasmus pictus Girault, 1915
- Elasmus platyedrae Ferrière, 1935
- Elasmus polistis Burks, 1971
- Elasmus pretiosus Girault, 1920
- Elasmus psiadiae Risbec, 1952
- Elasmus pulchellus Verma & Hayat, 2002
- Elasmus pulex Girault, 1916
- Elasmus pullatus Howard, 1885
- Elasmus punctatulus Howard, 1894
- Elasmus punctatus Howard, 1894
- Elasmus punctulatus Verma & Hayat, 2002
- Elasmus punensis Mani & Saraswat, 1972
- Elasmus queenslandicus Girault, 1913
- Elasmus quingilliensis Girault, 1912
- Elasmus rajasthanicus Verma & Hayat, 2002
- Elasmus richteri Girault, 1922
- Elasmus rossi Yasumatsu, 1960
- Elasmus rufiventris Ferrière, 1947
- Elasmus rugosus Howard, 1894
- Elasmus schmitti Ruschka, 1920
- Elasmus scutellofurvus Narendran, 2008
- Elasmus semipallidipes Girault, 1940
- Elasmus senegalensis Risbec, 1951
- Elasmus serenus Girault, 1912
- Elasmus setosiscutellatus Crawford, 1910
- Elasmus seyrigi Risbec, 1952
- Elasmus sigillatus Narendran, 2008
- Elasmus silvensis Girault, 1920
- Elasmus singularis Yefremova & Strakhova, 2009
- Elasmus smithii Howard, 1894
- Elasmus solis Girault, 1940
- Elasmus speciosissimus Girault, 1912
- Elasmus splendidus Girault, 1912
- Elasmus spodopteri Yefremova & Strakhova, 2009
- Elasmus steffani Viggiani, 1967
- Elasmus stellatus Girault, 1913
- Elasmus striptogasteri Husain & Kudeshia, 1989
- Elasmus subauriceps Girault, 1922
- Elasmus subobscurus Yefremova & Strakhova, 2009
- Elasmus sugonjaevi Yefremova & Strakhova, 2009
- Elasmus syleptae Ferrière, 1929
- Elasmus syngamiae Risbec, 1951
- Elasmus tananarivensis Risbec, 1952
- Elasmus telicotae Dodd, 1917
- Elasmus tenebrosus Riek, 1967
- Elasmus tetrastichi Risbec, 1951
- Elasmus tischeriae Howard, 1885
- Elasmus tolli Risbec, 1951
- Elasmus trifasciativentris Girault, 1915
- Elasmus turkmenicus Yefremova & Strakhova, 2010
- Elasmus unguttativentris Girault, 1915
- Elasmus unicolor (Rondani, 1877)
- Elasmus varius Howard, 1885
- Elasmus vesubiellae (Millière, 1877)
- Elasmus vicinus Girault, 1912
- Elasmus vietnami Yefremova & Strakhova, 2009
- Elasmus virgilii Girault, 1922
- Elasmus virgo Girault, 1920
- Elasmus viridiceps Thomson, 1878
- Elasmus viridifemoralis Yefremova & Strakhova, 2009
- Elasmus viridiscutellatus Verma & Hayat, 2002
- Elasmus voltairei Girault, 1920
- Elasmus westwoodi Giraud, 1856
- Elasmus yiei Yasumatsu, 1963
- Elasmus zatonus Narendran & Sheeba, 2008
- Elasmus zehntneri Ferrière, 1929
- Elasmus zigzag Girault, 1917